# Monique Alexander
Monique Alexander (Vallejo, California; 26 de mayo de 1982) es una actriz pornográfica y modelo erótica estadounidense.

## Biografía
Monica Alexander nació en Vallejo, California, en mayo de 1982, en una familia con ascendencia alemana, panameña, portuguesa y rusa. Con apenas 18 años empezó a trabajar como estríper en la ciudad de Sacramento. Compaginó este trabajo con el de recepcionista por las mañanas. Tras eso, apareció en varias revistas para adultos.
Debutó en el cine porno en 2001, firmando un contrato para Sin City que se prolongaría durante dos años. En un primer momento se limitó a realizar escenas lésbicas. Además de rodar cine porno apareció en un puñado de películas eróticas producidas por HBO y Cinemax tales como Hotel Erotica, The Sex Spa Sex House y Voyeur: Inside Out.
Ha trabajado con diversas productoras del sector, como Evil Angel, Jules Jordan Video, Hustler Video, Brazzers, Naughty America, Adam & Eve, Penthouse, New Sensations, Twistys, Tushy, Burning Angel, 3rd Degree, Elegant Angel o Reality Kings.
En 2002, apareció en una película convencional titulada Spider's Web con Stephen Baldwin y Kari Wuhrer.
En 2004 se convirtió en Chica Vivid al firmar un contrato de un año de duración con dicha compañía en el que se comprometió a rodar escenas heterosexuales. En Lexie and Monique Love Rocco rodó la primera de ellas.
Ese mismo año, recibió su primera nominación en los Premios AVN en la categoría de Mejor Tease Performance por la película Naughty Newbies.
A principios de 2006 la relación contractual entre Vivid y la actriz fue renovada, esta vez por dos años. En esta nueva etapa realizó su primera escena anal en Call Girl Confidential (2007) y su primera escena interracial con Mr. Marcus.
En 2007 recibió otras tres nominaciones en los Premios AVN, entre las que destacaron las de Mejor actriz y Mejor escena de sexo chico/chica por la cinta To Die For, nominada junto a Tommy Gunn en la segunda.
El 10 de noviembre de 2007, fue invitada al programa de Fox News Channel, Red Eye w/ Greg Gutfeld para discutir un estudio que encuentra que los programas de educación sexual de "solo abstinencia" para la adolescencia no funcionan, mientras que la programación sobre educación del sexo seguro es altamente exitosa. En ese programa también opinó sobre temas como la abstinencia sexual, el sexo seguro, la educación sexual o el significado de ser una chica Vivid.
En 2008 consiguió alzarse con sus dos primeros Premios AVN al ganar las nominaciones de Mejor escena de sexo en grupo por Debbie Does Dallas... Again y Mejor escena de sexo lésbico en grupo por Sex & Violins.
En 2009 volvía a subir al palmarés de los Premios AVN al ganar, junto a Mr. Marcus, el galardón a la Mejor escena de sexo chico/chica por Cry Wolf.
Tras una nominación en 2010 en la categoría de Mejor escena de sexo lésbico por Nymphetamine 3 junto a Tori Black, en 2011 ganó el premio en dicha categoría por su actuación junto a Jenna Haze en Meow!.
Ese mismo año (2011) recibió, además, sendas nominaciones en los AVN y XBIZ a la Artista femenina del año.
En 2016 participó junto a Abigail Mac, Nikki Benz, Romi Rain y Ana Foxxx en la película Ghostbusters XXX Parody, una parodia porno del reinicio femenino de Los cazafantasmas producida por Brazzers.
En 2017 fue incluida en el Salón de la Fama de los Premios AVN.
Ha rodado más de 870 películas.
Otras películas de su filmografía son American Dream, Breakup Sex, Cherry Bomb, Dinner Party, In the Army Now, Just You and Me, Monique's Sex Party, Pillow Talk, Resident Sex, Taste of Monique o Wife Swappers.

## Premios y nominaciones
| Año  | Ceremonia             | Resultado | Premio                                    | Trabajo                     |
| ---- | --------------------- | --------- | ----------------------------------------- | --------------------------- |
| 2004 | Premios AVN           | Nominada  | Mejor Tease Performance                   | Naughty Newbies             |
| 2007 | Premios AVN           | Nominada  | Estrella más valiosa                      | —                           |
| 2007 | Premios AVN           | Nominada  | Mejor actriz                              | To Die For                  |
| 2007 | Premios AVN           | Nominada  | Mejor escena de sexo chico/chica          | To Die For                  |
| 2008 | Premios AVN           | Ganadora  | Mejor escena de sexo en grupo             | Debbie Does Dallas... Again |
| 2008 | Premios AVN           | Ganadora  | Mejor escena de sexo lésbico en grupo     | Sex & Violins               |
| 2009 | Premios AVN           | Ganadora  | Mejor escena de sexo chico/chica          | Cry Wolf                    |
| 2010 | Premios AVN           | Nominada  | Mejor escena de sexo lésbico              | Nymphetamine 3              |
| 2011 | Premios AVN           | Nominada  | Artista femenina del año                  | —                           |
| 2011 | Premios AVN           | Ganadora  | Mejor escena de sexo lésbico              | Meow!                       |
| 2011 | Premios XBIZ          | Nominada  | Artista femenina del año                  | —                           |
| 2013 | Sex Awards            | Nominada  | Porn's Best Body                          | —                           |
| 2013 | Sex Awards            | Nominada  | Sexiest Adult Star                        | —                           |
| 2014 | Nightmoves            | Nominada  | Best Adult Film Star Feature Dancer       | —                           |
| 2014 | Nightmoves            | Nominada  | Best MILF Performer                       | —                           |
| 2014 | Nightmoves Fan Awards | Nominada  | Best Adult Film Star Feature Dancer       | —                           |
| 2014 | Nightmoves Fan Awards | Nominada  | Best MILF Performer                       | —                           |
| 2014 | Premios XBIZ          | Nominada  | Mejor escena de sexo en película vignette | Big Tits at Work 17         |
| 2015 | Nightmoves            | Nominada  | Best Adult Film Star Feature Dancer       | —                           |
| 2015 | Nightmoves            | Nominada  | Best Ink                                  | —                           |
| 2015 | Nightmoves Fan Awards | Nominada  | Best Adult Film Star Feature Dancer       | —                           |
| 2015 | Nightmoves Fan Awards | Nominada  | Best Ink                                  | —                           |
| 2015 | Premios XBIZ          | Nominada  | Mejor escena de sexo en película lésbica  | No Way Out                  |
| 2016 | Premios XBIZ          | Nominada  | Mejor escena de sexo en película vignette | Housewife 1 on 1 36         |
| 2017 | Premios AVN           | Nominada  | Mejor escena de sexo lésbico en grupo     | Ghostbusters XXX Parody     |
| 2017 | Premios AVN           | Ganadora  | Salón de la Fama                          | —                           |
| 2018 | Premios AVN           | Nominada  | Premio fan: Estrella mediática            | —                           |
| 2019 | Premios AVN           | Nominada  | Premio fan: Estrella mediática            | —                           |
| 2025 | Premios AVN           | Nominada  | Mejor actriz de reparto                   | Project X                   |
| 2025 | Premios AVN           | Ganadora  | Mejor escena de sexo en grupo             | 20 for 20                   |
| 2025 | Premios XMA           | Ganadora  | Mejor escena de sexo en orgía o grupal    | 20 for 20                   |